# Austriabrunnen

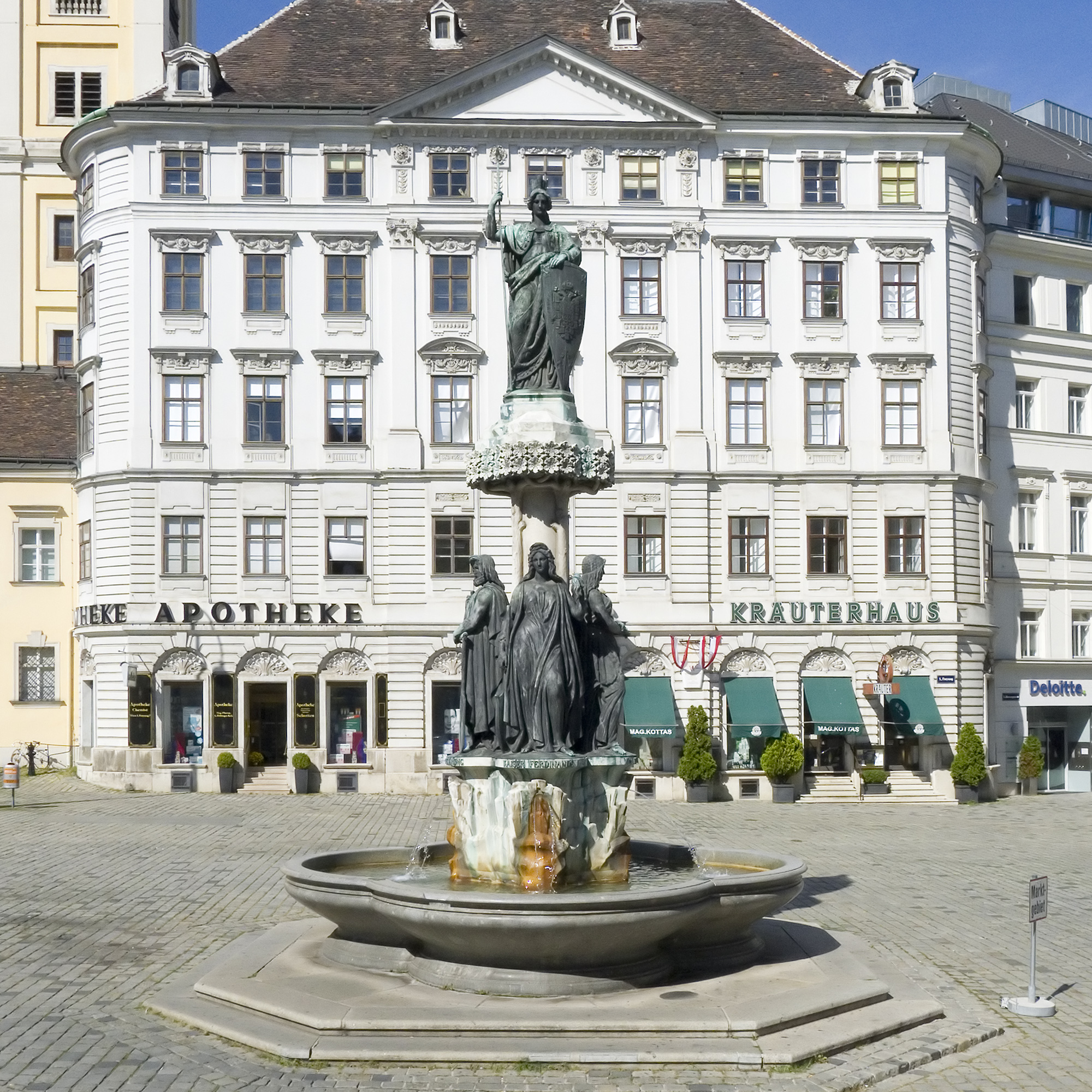
Der Austriabrunnen
auf der Freyung

Der Austriabrunnen ist ein Brunnen in der Wiener Innenstadt. Er befindet sich auf der Freyung im 1. Wiener Gemeindebezirk Innere Stadt.
Das Zentrum des Austriabrunnens ist eine Säule aus hartem, weißem Kaiserstein, die von einer Statue gekrönt ist. Dabei handelt es sich um die gekrönte Austria, das personifizierte Österreich, mit Speer und Schild in der Hand. Um die Säule stehen vier Allegorien der vier wichtigsten Flüsse des habsburgischen Reiches. Dabei handelt es sich um die Elbe, die Donau, die Weichsel und den Po, die jeweils in unterschiedliche Meere – die Nordsee, das Schwarze Meer, die Ostsee und Adria entwässern und so die zentrale Stellung des Habsburgerreichs in Europa symbolisieren sollen.
Der Austriabrunnen wurde im Jahre 1844 vom Münchner Bildhauer Ludwig Schwanthaler entworfen und bis 1846 in München von Ferdinand von Miller gegossen. Lediglich das aus vier Halbzirkeln (Vierpass) geformte Becken wurde in Wien aus Mauthausner Granit hergestellt. Modell für den Brunnen soll Alma von Goethe, die Enkelin des berühmten Dichters, gestanden haben. Eine Anekdote erzählt hierzu, dass Schwanthaler die Figuren vor dem Versand mit Zigaretten habe füllen lassen. Diese sollten so nach Österreich geschmuggelt werden. Eine Krankheit habe jedoch verhindert, dass Schwanthaler die Zigaretten vor der Aufstellung des Brunnens wieder aus den Statuen hätte nehmen können. Seit der letzten Restaurierung ist dies als Legende widerlegt.

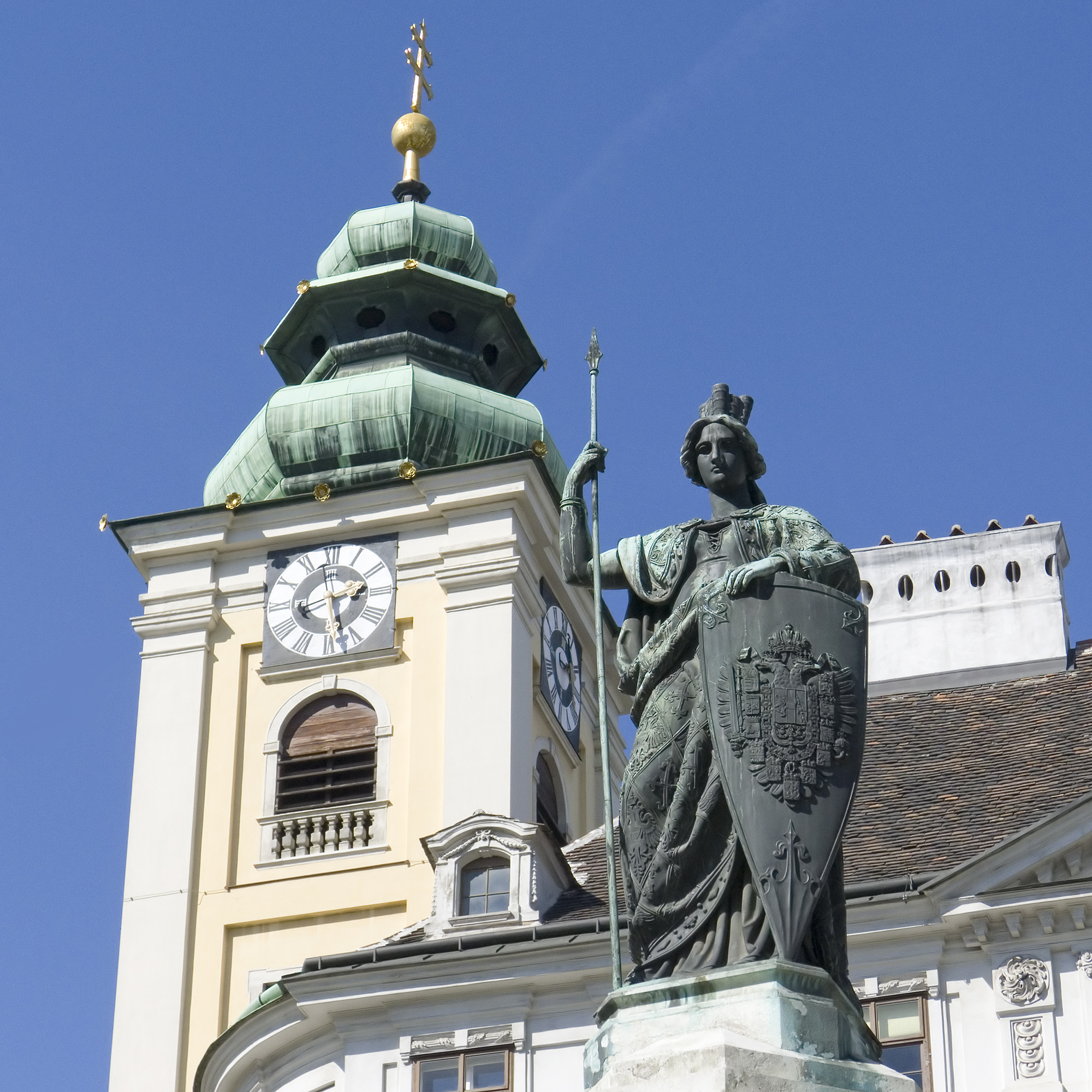
Die Austria vor der Schottenkirche
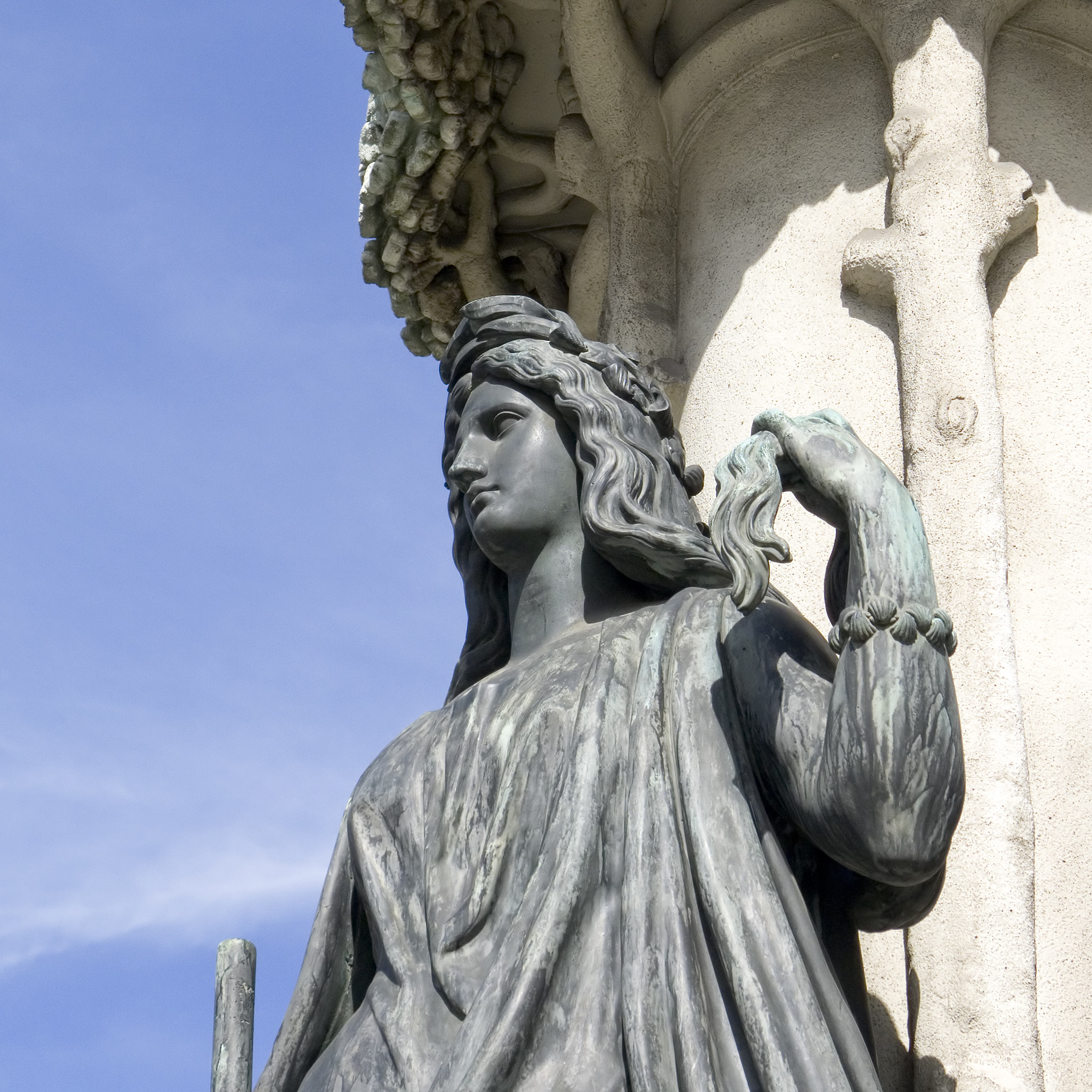
Allegorische Figur, Detail
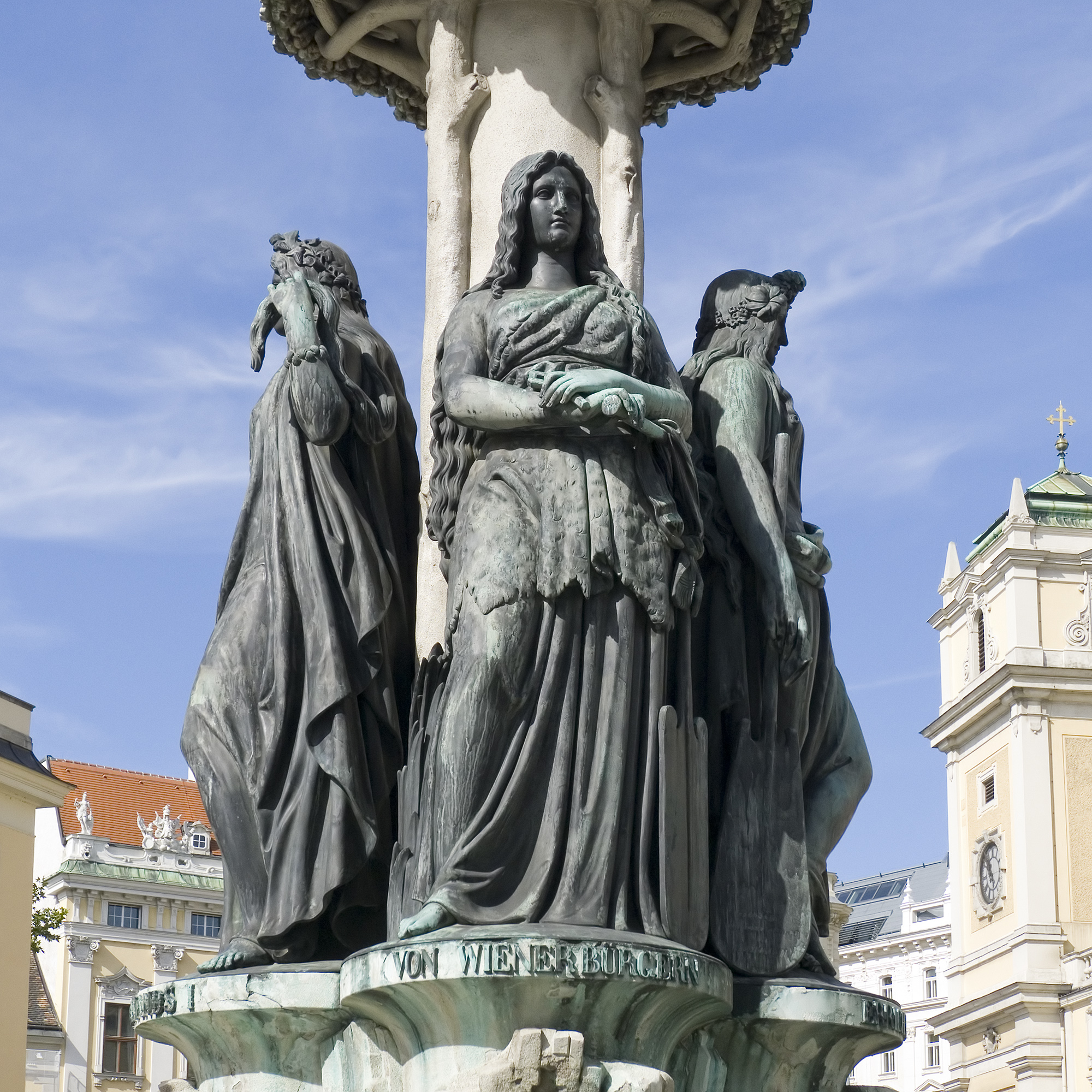
Mittelteil Richtung Westen
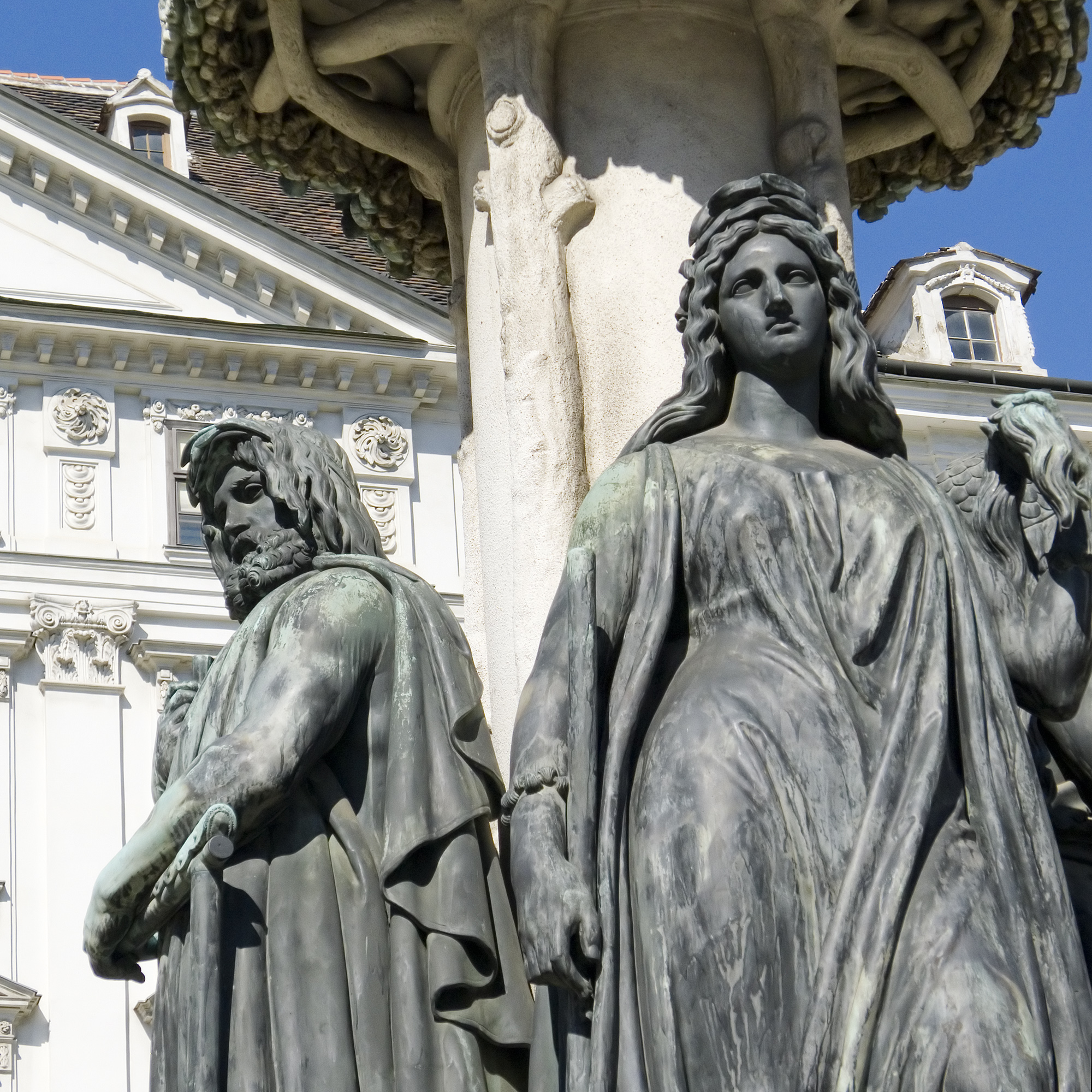
Mittelteil Richtung Norden